# كيفن كينغ
كيفن كينغ (بالإنجليزية: Kevin King)‏ (3 فبراير 1982 بكينغستون في جامايكا - ) هو لاعب كرة قدم جامايكي في مركز الهجوم. شارك مع منتخب جامايكا تحت 17 سنة لكرة القدم ومنتخب جامايكا تحت 20 سنة لكرة القدم. أما مع النوادي، فقد لعب مع نادي هاربور فيو وCrystal Palace Baltimore ‏ وTivoli Gardens F.C. ‏ وأرنيت جاردنز ونادي توكسون وReal Maryland F.C. ‏.

## وصلات خارجية
- كيفن كينغ على موقع قاعدة بيانات كرة القدم.إي يو (الإنجليزية)